# جیمز مور
جیمز مور (به انگلیسی: James Moore) بازیکن فوتبال زادهٔ ۱۱ مه ۱۸۸۹ اهل کشور انگلستان بود که سابقهٔ بازی در تیم ملی فوتبال انگلستان را در کارنامهٔ خود دارد. وی در تاریخ ۲۱ مه ۱۹۲۳ تنها بازی ملی خود را در مقابل تیم ملی فوتبال سوئد انجام داد.
این بازیکن توانسته در این بازی ملی، ۱ گل به ثمر برساند.